# Dio vi salvi Regina
Il Dio vi Salvi Regina (in corso: Diu vi Salvi Regina) è un canto religioso dedicato alla Vergine Maria derivato dal Salve Regina, che fu scritto in latino nel 1097 da Ademaro di Monteil. Venne composto in italiano nel 1676 da San Francesco de Geronimo.
Fu adottato come inno nazionale della Corsica da una consulta tenuta a Corte il 30 gennaio 1735 dove venne proclamata l'indipendenza della nazione corsa sotto la protezione della Vergine Maria. Due cambiamenti sono stati fatti in confronto al canto originale: "disperati" fu sostituito da "tribolati", e "nemici vostri" da "nemici nostri".
Il 25 aprile del 2012 è stato riadattato dal parroco di Lari, Amedeo Deri, e cantato al Santuario della Madonna de' Monti di Casciana Terme, durante una manifestazione in ricordo delle vittime della violenza nazifascista e della liberazione della Toscana dalla dittatura e dall'occupazione.
Il Dio vi Salvi Regina è cantato a Loano, in Liguria, nella chiesa della Madonna del Loreto in occasione della Novena della Madonna della Neve (5 agosto), con qualche variazione melodica dovuta probabilmente alla tradizione. In quella chiesa la tradizione ha anche aggiunto una strofa cantata sopra una melodia differente (Parto o Cara Madre, ecco Vi lascio il cuore / in pegno dell'amore / che a Voi porto). Viene cantata a Onzo ( Savona)  nella Cappella degli ARNALDI il 18 marzo, in occasione della ricorrenza dell'Apparizione della Madonna di Misericordia       (Santuario di SAVONA,  18 marzo 1536), a cui la Cappella è intitolata.
Viene cantato anche ad Imperia nella Basilica di San Maurizio, ove è conosciuto come canto risalente alla figura di San Leonardo da Porto Maurizio. La tradizione imperiese vuole che questo canto fosse portato, insieme alla devozione codificata della Via Crucis, in terra corsa quando nel 1744 venne inviato dalla Repubblica di Genova a sanare alcuni problemi e controversie. Viene cantato anche nel Santuario Beata Vergine Maria delle Grazie di Curtatone il 15 agosto per la Fiera delle Grazie che da centinaia di anni vi si svolge in onore di Maria. Si canta tradizionalmente anche a Buccheri (SR) durante la Novena e durante la festa della Madonna delle Grazie l’8 settembre, festa oramai da tempo celebrata la prima domenica di Settembre di ogni anno.

## Testo
È madre universale

Per cui favor si sale

Al paradisu.
Voi siete gioa è risu

Di tutti i scunsulati

Di tutti i tribulati

Unica speme.
À voi sospira è geme

Il nostru afflitu core

In un mar' di dolore

È d'amarezza.
Maria, mar' di dolcezza

I vostri ochji pietosi

Materni ed amorosi

À noi volgete.
Noi miseri accogliete

Nel vostru santu velu

Il vostru figliu in celu

À noi mostrate.
Gradite ed ascultate

Ô vergine Maria

Dolce è clemente è pia

Gli affetti nostri.
Voi da i nemici nostri

À noi date vitoria

E poi l'eterna gloria

In paradisu.»
E madre universale

Per cui favor si sale

Al paradiso.
Voi siete gioia e riso

Di tutti gli sconsolati

Di tutti i tribolati

Unica speme.
A voi sospira e geme

Il nostro afflitto core

In un mar di dolore

E d'amarezza.
Maria, mar di dolcezza

I vostri occhi pietosi

Materni ed amorosi

a noi volgete.
Noi miseri accogliete

Nel vostro santo velo

Il vostro figlio in Cielo

a noi mostrate.
Gradite ed ascoltate

O vergine Maria

Dolce clemente e pia

Gli affetti nostri.
Voi dei nemici nostri

a noi date vittoria

E poi l'eterna gloria

In paradiso.»